# Claudia Riegler
Claudia Riegler (Viena, 7 de julio de 1973) es una deportista austríaca que compite en snowboard, especialista en las pruebas de eslalon paralelo. Su hermana Manuela compitió en el mismo deporte.
Ganó tres medallas en el Campeonato Mundial de Snowboard entre los años 2011 y 2015.
Participó en cuatro Juegos Olímpicos de Invierno, entre los años 2002 y 2018, ocupando el séptimo lugar en Vancouver 2010 en el eslalon gigante paralelo.

## Medallero internacional
| Campeonato Mundial | Campeonato Mundial    | Campeonato Mundial | Campeonato Mundial       |
| Año                | Lugar                 | Medalla            | Prueba                   |
| ------------------ | --------------------- | ------------------ | ------------------------ |
| 2011               | La Molina (España)    | Medalla de plata   | Eslalon gigante paralelo |
| 2011               | La Molina (España)    | Medalla de bronce  | Eslalon paralelo         |
| 2015               | Kreischberg (Austria) | Medalla de oro     | Eslalon gigante paralelo |